# Escola dels pobres
L'Escola dels Pobres, es el nom amb que es coneix l'Escola Evangèlica que George Lawrence, pastor i missioner galés va fundar a Caldes de Montbui i que va estar oberta fins al 1912.

## Història[calcitació]
A mitjans del segle XIX, coincidint amb la Revolució de La Gloriosa, Lawrence va establir un llegat significatiu a Barcelona amb la fundació de 19 escoles, dos centres sanitaris i diverses esglésies evangèliques. El seu impacte es va estendre més enllà, quan el 1873 va introduir el testimoni evangèlic a Caldes de Montbui, expandint-se també a altres regions com Campo de Criptana (Ciudad Real).
La característica d'aquestes institucions evangèliques a Catalunya va ser el seu compromís social. En un moment marcat per l'analfabetisme, es van establir escoles gratuïtes o amb tarifes accessibles, oferint educació tant a adults com a infants, a la vegada que es portava a terme una tasca d'evangelització. A Caldes, aquest enfocament va continuar.
Lawrence va fundar una escola que encara avui és recordada com a 'L'Escola dels Pobres', destinada als nens de famílies modestes i obreres, s'estima que va atendre fins al 40% de la població infantil de Caldes de Montbui, oferint també educació per a adults. Les seves filles, Elisabet i Ester van ser mestres a l'escola, la qual va romandre oberta fins al 1912.

## Homenatges
- L'any 2011, es va fer una votació popular per a canviar el noms d'alguns carrers del poble, entre ells, va ser escollit canviar el nom del Carrer Espartero per Carrer de George Lawrence Davis, en part, gràcies a la feina que el missioner va fer amb l'escola.[2]
- Entre el 14 i el 29 de Novembre de 2014, a la Biblioteca de Caldes de Montbui, es va fer una exposició sobre la vida de Lawrence i sobre la seva escola.[3]